# Schuller Rudolf
Schuller Rudolf (írói álneve Pávai Mihály; Erdőszentgyörgy, 1916. június 2. – Kolozsvár, 1995. január 30.) erdélyi magyar műfordító, író.

## Életpályája
A középiskolát Marosvásárhelyen végezte, majd a kolozsvári Ferenc József Tudományegyetemen szerzett diplomát francia irodalomból, összehasonlító irodalomtudományból és lélektanból. Ezt követően tanársegédként dolgozott a Bolyai Tudományegyetem francia tanszékén és irodalmi kört vezetett. 
Miután 1949-ben eltávolították állásából származása miatt, csak egy kórházban tudott elhelyezkedni, ahol hivatalnoki munkát végzett. 1957-ben betegsége miatt nyugdíjazták. Mivel írásai az 1950-es évektől kezdve nem jelenhettek meg, írói pályája megszakadt, és műfordítóként volt jelen az irodalomban. Személyisége azonban hatással volt a fiatal írókra, akik széles látóköre, tájékozottsága, stílusa miatt gyakran keresték fel lakásán, ahol felolvasták írásaikat és tartalmas beszélgetéseket folytattak a kortárs európai irodalomról.

## Munkássága
Narcisszusz című első novellája az Erdélyi Helikon hasábjain jelent meg (1943). Kéziratban maradt A szent című regénye, illetve könyv formájában nem jelenhetett meg a Becsület és monokli című regénye. (Ez utóbbit a rendszerváltás után a Helikon közölte folytatásokban.) Novelláit az 1970-es években megsemmisítette, mivel nem látott esélyt a megjelentetésükre.
Műfordítóként a német nyelvű, a francia, az olasz és a román irodalom avatott tolmácsolója volt. Fordításai között megtalálhatóak Arnold Zweig, Bertolt Brecht, Stefan Andres, Ernst Jünger, Alfred Andersch, Hermann Hesse, Siegfried Lenz, Marie Luise Kaschnitz, Wolfgang Hildesheimer, Hans Erich Nossack, Friedrich Wolf, Samuel Beckett, Julien Green, Henry de Montherlant, Charles Perrault, Mario Soldati, Eugenio Montale, Ercole Patti, Umberto Simonetta, Giuseppe Maroda, Vasile Rebreanu, Mihail Sadoveanu, Ion Arieșeanu műveit.